# 아베 히로유키
아베 히로유키(일본어: 阿部 浩之, 1989년 7월 5일 ~ )는 일본의 축구 선수로, 포지션은 미드필더이다.

## 구단 경력

### 유소년 축구
나라현 기타카쓰라기군에서 태어난 아베 히로유키는, 초등학교 1학년 때 지역 내 소년 축구팀에서 처음으로 축구를 시작하였다. 중학교 때엔 현내 강호로 꼽히는 다카다 FC의 유소년 팀에서 활약하였다. 고등학교는 막 축구부를 창설한 오사카 도인 고등학교로 진학하였다. 2007년 전일본 고교 축구 대회에 주장을 달고 출장하였으며, 대회 8강으로 마무리지었다. 고등학교 졸업 이후 간세이 가쿠인 대학으로 진학하였다. 2011년 간사이 사커 리그에서 19골을 기록하여 득점왕에 올라섰으며, 대회 종료 이후 대학 리그 MVP를 수상하였다.

### 감바 오사카
2012년 J리그의 명문 감바 오사카에 입단하였다. 3월 10일 J리그 개막전 비셀 고베와의 경기에서 프로 데뷔 무대를 가졌다. 4월 14일 6라운드 가와사키 프론탈레와의 경기에서 프로 첫 골을 기록하였다. 이후 아베 히로유키는 슈퍼서브로 활용되었다. 그러나 감바 오사카는 리그에서 힘을 쓰지 못하였고, 팀은 강등되었다. 2013년 J리그 디비전 2에서 활약하게 되었으나, 아베 히로유키는 꾸준히 교체 자원으로 활용되었다. 해당 시즌 아베는 5골을 기록하였고, 팀은 재승격을 이루어냈다.
2014년 개막전 때 부상을 당했으나, 복귀 이후 주전 멤버로 활용되기 시작하였다. 세레소 오사카와의 오사카 더비에서 2경기 3골을 기록하며, 더비맨이라는 칭호를 부여받기도 하였다. 그는 매우 열심히 뛰며 팀에 대한 공헌도를 높였고, 일본 대회 3관왕이라는 영광을 누렸다. 시즌 이후 J리그 우수 선수상을 수상하였다. 2015년에도 주전자리를 꿰찼으며, 그의 높은 활동량을 감안하여 풀백에서도 활약하게 되었다.

### 가와사키 프론탈레
2017년 1월 4일 아베 히로유키는 가와사키 프론탈레로 이적하였다. 3월 10일 3라운드 가시와 레이솔전에서 본인 커리어 사상 처음으로 스트라이커 자리에 섰으며, 심지어 원톱 포메이션이었다. 4월 24일 8라운드 시미즈 에스펄스를 상대로 이적 후 첫 골을 기록하였다. 5월 5일 비셀 고베전에선 2골 2도움을 기록하는 등 대활약을 이어나갔다. 해당 시즌 소속팀 가와사키는 역사상 처음으로 우승을 차지하였다.

## 국가대표팀 경력
그는 2017년 EAFF E-1 풋볼 챔피언십에 참가할 일본 국가대표팀에 발탁되었으며, 12월 9일 조선민주주의인민공화국와의 경기에서 데뷔, 대회 준우승.그는 국제 A매치 통산 3경기에 출전했다.

## 통계
| 일본 | 일본 | 일본 |
| 연도 | 출전 | 득점 |
| ---- | ---- | ---- |
| 2017 | 3    | 0    |
| 통산 | 3    | 0    |

## 수상

### 구단

#### 감바 오사카
- J1리그 (1) : 2014
- J2리그 (1) : 2013
- 천황배 (2) : 2014, 2015
- J리그 슈퍼컵 (1) : 2015
- J리그컵 (1) : 2014

#### 가와사키 프론탈레
- J1리그 (1) : 2017

### 개인
- J리그 우수 선수상 (1) : 2014